# Niceti de Remesiana
|  | Per a altres significats, vegeu «Niceti d'Alvèrnia». |

Niceti o Nicetes (llatí: Nicetius o Nicaeas i també Niceas, Nicetus o Nicetas; grec antic: Νικήτίος) va ser un religiós daci de naixement, que va viure al segle iv. És venerat com a sant per diverses confessions cristianes.

## Biografia
Nascut a la Dàcia, va visitar Itàlia a finals del segle iv, i a Nola es va fer amic de Paulí; Niceti va tornar a Nola l'any 402 i encara vivia el 414. Cap al 365 va ser nomenat bisbe de Remesiana, una ciutat que els escriptors eclesiàstics anomenen Civitas Romatiana o Civitas Remessilanesis, a Mèsia, entre Naïssus i Sàrdica), l'actual Bela Palanka (Pirot, Sèrbia), i va treballar activament per l'evangelització de la regió.
Segons Gennadi de Marsella, va escriure unes instruccions senzilles però elegants sobre el baptisme en sis llibres, dels que dona els aguments; un d'ells es deia Ad Lapsam Virginem Libellus. Jeroni d'Estridó (Objurgatio ad Susannam Lapsam) i Ambròs de Milà (Tractatus ad Virgi nem Lapsam) reprodueixen un text que probablement va ser copiat del de Niceti. Va promoure l'ús de la música en la litúrgia i va compondre himnes litúrgics, entre els quals el Te Deum, que tradicionalment s'ha atribuït a Ambròs de Milà i a Agustí d'Hipona.
És considerat màrtir i la seva festa se celebra el 22 de juny, amb la del seu amic Paulí.